# Pisonia sandwicensis
Espèce
Classification phylogénétique
Pisonia sandwicensis est un arbre ou arbuste du genre Pisonia et de la famille des Nyctaginaceae.

## Description
Pisonia sandwicensis mesure de 9 à 15 m, voire plus.
Les feuilles, d'un vert brillant, sont grandes, jusqu'à 30 cm de long, et sont visibles depuis une certaine distance.
Les fruits sont collants et capturent les petites créatures telles que les oiseaux, les lézards et les insectes. Si les victimes immobilisées ne peuvent pas se libérer, elles finissent par succomber à une mort lente. Les fruits adhèrent également facilement à presque tout ce avec quoi ils entrent en contact. 
Les fleurs sont parfumées.

## Répartition et habitat
L'arbre pousse dans les forêts sèches à mésiques d'Hawaï, rarement dans les ravins humides, d'une altitude de 200 à plus de 1000 mètres. C'est souvent un arbre qui domine son habitat.